# Seznam českých webových seriálů
Seznam českých webových seriálů. Seznam neobsahuje pořady a ani dokumentární seriály.

České televizní seriály jsou v samostatném seznamu.
- AMOR
- Autobazar Monte Karlo
- Fízlárna
- Gynekologie 2
- Hasičárna Telecí
- Horníci na home office
- Hotel Kokořín
- Kadeřnictví
- Kafe & Cigárko
- Kancelář Blaník
- Kapitán Říp
- Krmelec U Muflona
- Lajna
- Liga mužské moudrosti
- #martyisdead
- Miluju tě, Pucinko
- Pěstírna
- Pizza Boy
- Přijela pouť
- Republika Blaník
- Semestr
- Single Lady
- Single Man
- Skoro na mizině
- Skvrna
- Stylista
- Světlu vstříc
- Šeptej Nahá Stín
- Štafl
- Taxikář
- Třídní schůzka
- Velmi křehké větve
- Vesničan
- Všechno je jinak
- Vyšehrad
- Za oponou
- Život je hra